# Donato Raffaele Sbarretti
Donato Raffaele Sbarretti (Montefranco, 12 november 1856 - Rome, 1 april 1939) was een Italiaans geestelijke en kardinaal van de Rooms-Katholieke Kerk.
Sbaretti, zoon van een landeigenaar, bezocht het seminarie van Spoleto en studeerde vervolgens aan het Romeins Seminarie San Apollinare, waar hij promoveerde in zowel de theologie als de beide rechten. Hij werd op 12 april 1879 priester gewijd door kardinaal Raffaele Monaco La Valletta. Hij studeerde nog wat verder in Rome en vervulde vervolgens verschillende pastorale functies in het aartsbisdom Spoleto. 
Bij de Heilige Congregatie tot Voortplanting des Geloofs werd hij aangesteld als minutant bij de sectie die zich bezighield met de evangelisatie in de Amerika's. Aan de universiteit van de Congregatie, de Pauselijke Urbaniana Universiteit, werd hij aangesteld als hoogleraar in de moraaltheologie. Vanaf 1885 was hij stafmedewerker bij het Staatssecretariaat van de Heilige Stoel. Vandaar werd hij aangesteld als auditor bij de apostolische delegatie in de Verenigde Staten.
Sbaretti werd op 9 januari 1900 door paus Leo XIII benoemd tot bisschop van San Cristóbal de La Habana op Cuba. Hij ontving zijn bisschopswijding in Washington DC uit handen van Sebastiano Martinelli o.s.a, apostolisch delegaat in de VS. 
Als wapenspreuk koos hij Respice stellam voca Mariam ("Kijk naar de ster en roep Maria aan"). Hij zou slechts kort op Cuba blijven om vervolgens tal van diplomatieke opdrachten te vervullen. Zo verzocht de paus hem naar Manilla te reizen om daar te trachten iets te doen aan het dreigend schisma van de Iglesia Filipina Independiente. Omdat de Amerikaanse regering liever rechtstreeks met de H. Stoel over deze kwestie communiceerde, dan met een gezant, ging deze missie uiteindelijk niet door. Het schisma wel. De Onafhankelijke Kerk van de Filipijnen is een kleine, maar levende geloofsgemeenschap geworden die in volle communie staat met de Anglicaanse Kerk.
Tijdens het consistorie van 4 december 1916 creëerde paus Benedictus XV hem kardinaal. De San Silvestro in Capite werd zijn titelkerk. Hij werd ook benoemd tot prefect van de H. Congregatie voor het Concilie, de tegenwoordige Congregatie voor de Clerus. Kardinaal Sbaretti nam deel aan het conclaaf van 1922 dat leidde tot de verkiezing van paus Pius XI. In 1928 werd hij bevorderd tot kardinaal-bisschop van het suburbicair bisdom Sabina-Poggi Mirteto. Hij was tot aan zijn dood vice-deken van het College van Kardinalen. De kardinaal nam deel aan het conclaaf van 1939, waarbij paus Pius XII werd gekozen.
Niet lang daarna overleed hij, in zijn slaap, althans: hij werd dood aangetroffen in zijn bed door een bediende. Hij werd, tijdelijk, begraven op de begraafplaats van zijn geboortedorp. Op zijn wens werd zijn lichaam later overgeplaatst naar de parochiekerk aldaar.
- Bibliothèque nationale de France: cb17022404h (data)
- Gemeinsame Normdatei: 1274366925
- International Standard Name Identifier: 0000 0000 6258 6888
- Istituto Centrale per il Catalogo Unico: PA1V008794
- Virtual International Authority File: 89389488